# مديرية الشرية

تعديل مصدري - تعديل

مديرية الشرية هي إحدى مديريات محافظة البيضاء في اليمن. بلغ عدد سكانها 33873 نسمة عام 2004.